# Treehouse Foods
Treehouse Foods Inc., av företaget skrivet TreeHouse Foods Inc., är ett amerikanskt multinationellt livsmedelsföretag som producerar och levererar egna märkesvaror (EMV) till aktörer inom detaljhandeln så som Ahold Delhaize, Aldi, Kroger och Walmart. De har verksamheter i Italien, Kanada och USA.
Företaget grundades 2005 när USA:s största mejeriföretag Dean Foods Company knoppade av delar av företaget i syfte att låta dessa ingå i ett självständigt publikt livsmedelsföretag med nuvarande namn och inriktning.
För 2019 hade Treehouse en omsättning på nästan 4,3 miljarder amerikanska dollar och en personalstyrka på omkring 10 800 anställda. Deras huvudkontor ligger i Oak Brook i Illinois.